# Каннада
Ка́ннада (ಕನ್ನಡ, kannaḍa) — мова із дравідійської родини, якою розмовляють на півдні Індії приблизно 38 млн людей, в основному в штаті Карнатака. Вона є офіційною та адміністративною мовою цього штату. Мова використовує складове письмо, яке теж називається ка́ннада.
Перші записи мовою ка́ннада датуються серединою першого тисячоліття. Основу літературної мови ка́ннада у X ст. заклав поет Пампа.
Хоча ка́ннада не належить до індоєвропейських мов, санскрит сильно вплинув на неї. Запозичення із санскриту здебільшого належали до сфери релігії, абстрактних та наукових понять. Деякі військові поняття ка́ннада запозичила із гінді й маратхі.

### Загальний вступ
- Sanford B. Steever: Kannada. In: Sanford B. Steever (Hrsg.): The Dravidian Languages. London 1998, S. 129—157.

### Граматики
- M. S. Andronov: The Kannada Language. Übers. V. Korotky. Moscow 1969.
- Hans Jensen: Grammatik der kanaresischen Schriftsprache. Leipzig 1969.
- Ferdinand Kittel: A Grammar of the Kannada Language in English. Mangalore 1900.
- Harold F. Schiffman: A Reference Grammar of Spoken Kannada. Washington D.C. 1979.

### Підручники
- L. Halemane & M.N. Leelavathi: An Intensive Course in Kannada. Mysore 1983.
- Bando Bhimaji Rajpurohit: An Intensive Course in Kannada, Dravidian Linguistics Association. — ISBN 978-81-85691-13-8
- Harold Spencer, W. Perston: A Kanarese Grammar with Graduated Exercises. Mysore 1950.